# Вурстенский диалект
Вурстенский диалект — вымерший диалект восточнофризского языка. На нём говорили приблизительно до начала XVIII века в регионе Вурстен, к северу от Бремерхафена. Вместе с харлингерландским и вангерогским диалектами он принадлежал к везерской группе восточнофризских диалектов. Последний живой восточнофризский диалект, существующий сегодня, затерландский фризский, принадлежит к эмсской группе диалектов.

## История
Вурстен не входил в область изначального расселения фризов, но, в конце концов, был колонизирован ими в VIII веке, образовав затем отдельный приход. В XV веке восточнофризский язык начал вымирать и был постепенно вытеснен нижнескасонскими диалектами в областях от Лауэрса до Везера. Однако в Вурстене язык сохранился несколько дольше, чем в Восточной Фрисландии и в Оммеландах.
В конце XVII века язык был описан в двух словарях, но на тот момент он уже был на грани исчезновения. В первой половине XVIII века восточнофризский язык, вероятно, окончательно вымер и в Вурстене.

## Проявление субстрата
В нижнесаксонском диалекте Вурстена всё ещё есть несколько фризских субстратных слов. В 1984 году Нильс Орхаммар назвал примеры «Maon» (общественно-полезные работы), «Bau(d)n» (слепень), «Schuur/Schuulschotten» (стрекоза) и «jill'n» (кричать, ржать). Из фонологических особенностей вурстенского диалекта ничего не сохранилось.